# Poophilus
Poophilus is een geslacht van halfvleugeligen uit de familie Aphrophoridae. De wetenschappelijke naam van dit geslacht is voor het eerst geldig gepubliceerd in 1866 door Stål.

## Soorten
Het geslacht Poophilus omvat de volgende soorten:
- Poophilus abbreviatus Melichar, 1911
- Poophilus actuosus (Stål, 1855)
- Poophilus adustus (Walker, 1851)
- Poophilus camerunensis Schmidt, 1912
- Poophilus congolensis Schouteden, 1901
- Poophilus conspersus Stål, 1866
- Poophilus costalis (Walker, 1851)
- Poophilus extraneus Jacobi, 1943
- Poophilus grisescens (Schaum, 1853)
- Poophilus kivuensis Synave, 1956
- Poophilus latiusculus (Stål, 1855)
- Poophilus montium Jacobi, 1910
- Poophilus nebulosus (Lethierry, 1876)
- Poophilus obscurus (Walker, 1851)
- Poophilus terrenus (Walker, 1851)